# Lauren
Lauren Bisan Etama Mayer (ur. 19 stycznia 1977 w Kribi) – kameruński piłkarz występujący na pozycji obrońcy. W latach 1998–2002 wystąpił w 24 spotkaniach reprezentacji Kamerunu. Posiada także obywatelstwo hiszpańskie.

## Kariera
Gdy Lauren był dzieckiem, jego rodzinna przeniosła się do Hiszpanii, gdzie Kameruńczyk rozpoczął swoją karierę. Początkowo reprezentował barwy małego klubu z Utrery, jednak już po krótkim czasie zasilił rezerwy Sevilli FC. Następnie występował także w innych hiszpańskich klubach, Levante UD oraz RCD Mallorca.
W 2000 roku Lauren podpisał kontrakt z angielskim Arsenalem, w którym grał przez kolejne siedem lat. W tym czasie wraz z klubem dwukrotnie cieszył się z mistrzostwa Anglii. Ponadto trzykrotnie zdobył Puchar Anglii, a także doszedł do finału Ligi Mistrzów w sezonie 2005/06. 
Na początku 2007 roku Kameruńczyk przeszedł do Portsmouth F.C., z którym związał się dwuipółletnią umową. Swoją karierę zakończył w 2010 roku jako zawodnik hiszpańskiej Córdoby.

## Sukcesy
Mallorca
- Superpuchar Hiszpanii (1): 1998

Arsenal
- Mistrzostwo Anglii (2): 2001/02, 2003/04
- Puchar Anglii (3): 2001/02, 2002/03, 2004/05
- Tarcza Wspólnoty (2): 2002, 2004

Portsmouth
- Puchar Anglii (1): 2007/08

Kamerun
- Igrzyska Olimpijskie (1): 2000
- Puchar Narodów Afryki (2): 2000, 2002

Indywidualne
- Najlepszy zawodnik Pucharu Narodów Afryki: 2002
- Drużyna sezonu według PFA: 2003/04